# Stade Montois
El Stade Montois es un equipo francés profesional de rugby con sede en la localidad de Mont-de-Marsan (Landas-Francia) y que disputa la Pro D2, la segunda competición de aquella nación.

## Historia
El equipo fue fundado en 1908, parte de un club deportivo con más de 28 secciones, en la que el rugby es el principal deporte.
Logró su primer campeonato de primera división en 1963 en la que venció por 9 a 6 a Dax.

## Palmarés
- Campeonato de Francia (1): 1962-63

- Pro D2 (1): 2001-02

- Segunda División (1): 1998-99

- Desafío Yves du Manoir (3): 1960, 1961, 1962

- Subcampeón Top 14 (3): 1948-49, 1952-53, 1958-59